# Bombus lucorum
Espèce
Synonymes
- Apis lucorum Linnaeus, 1761[1]
- Bombus jacobsoni Skorikov, 1912[2]

Bombus lucorum, communément appelé Bourdon des saussaies et, parfois, Petit bourdon terrestre, par sa ressemblance avec Bombus terrestris, est une espèce de bourdons qui est répandue et commune dans le Royaume-Uni et l'Europe.

## Description
Bombus lucorum est un bourdon de grande taille, la reine ayant une longueur allant de 18 à 22 millimètres. Les travailleurs sont généralement très petits. L'espèce a une langue assez courte. La couleur prédominante est le noir, avec un collier jaune pâle, une autre bande jaune sur le deuxième tergite (segment abdominal), et une queue blanche.

## Liste des sous-espèces
Selon NCBI (5 avril 2020) :
- sous-espèce Bombus lucorum lucorum (Linnaeus, 1761)
- sous-espèce Bombus lucorum renardi Radoszkowski, 1884

## Écologie
La reine en hibernation se réveille vers mars. Le nid, qui peut être très grand (jusqu'à 400 travailleurs), est généralement construit sous terre dans des nids de rongeurs désaffectés. Ce bourdon visite beaucoup de fleurs : les lavandes, les chardons, les rhododendrons, des vesces…